# Szymany (stacja kolejowa)
Szymany – stacja kolejowa w Szymanach na linii kolejowej nr 35, w województwie warmińsko-mazurskim, w Polsce. W 2010 stacja została zmodernizowana na potrzeby portu lotniczego. W 2011 wznowiono połączenie do Szczytna jednak po pół roku połączenia zawieszono. Około półtora kilometra na północ znajduje się posterunek odgałęźny o tej samej nazwie. Od 29 października 2016 reaktywowano weekendowe połączenia do Wielbarka, połączenia zostały jednak zlikwidowane z dniem 24 grudnia 2016 roku. Stacja została ponownie reaktywowana 10 grudnia 2023 roku.

## Ruch pasażerski
| Rok  | Wymiana pasażerska na dobę |
| ---- | -------------------------- |
| 2023 | 0-9                        |
| 2024 | 10-19                      |